# آوریکا باراسکو
آوریکا باراسکو (رومانیایی: Aurica Bărăscu؛ زادهٔ ۲۱ سپتامبر ۱۹۷۴) قایقران روئینگ اهل رومانی بود.
وی در مسابقات کشوری و بین‌المللی در مجموع برندهٔ ۳ مدال طلا، ۳ مدال نقره، ۱ مدال برنز شده‌است.